# Грибовка (Ульяновська область)
Грибовка (рос. Грибовка) — село в Старомайнському районі Ульяновської області Російської Федерації.
Населення становить 417 осіб. Входить до складу муніципального утворення Матвеєвське сільське поселення.

## Історія
Від 2004 року входить до складу муніципального утворення Матвеєвське сільське поселення.

## Населення
| 2010 |
| ---- |
| 417  |